# Coen Kaayk
Coen Kaayk (Etten (Oude IJsselstreek), 6 juli 1947 – Tiel, 19 oktober 2014) was een Nederlandse beeldhouwer. Hij werkte vooral non-figuratief, met kunststoffen als polyesterharsen, perkamentachtige materialen en glasvezels. Een belangrijk element in zijn werk is de abstractie van het licht, de kleur en de transparantie. Het licht gaf hij vorm via transparante materialen.

## Leven en werk
Kaayk ging al op zijn veertiende de zaterdagopleiding doen op de Hogeschool voor de Kunsten Arnhem. Daarna volgde hij de opleiding aan de Koninklijke Academie van Beeldende Kunsten en Vrije Academie Den Haag, afdeling beeldhouwen, en de Academie voor Industriële Vormgeving Eindhoven, afdeling Vrije vormgeving, waar hij cum laude afstudeerde. In 1975 ontving hij een stipendium van het ministerie van Cultuur, Recreatie en Maatschappelijk werk voor onderzoek in transparante kunststoffen in de plastics werkplaats van TNO Delft. Hij was gastdocent aan de Kunstacademie Arnhem en het Keramisch Werkcentrum Heusden. In de jaren 1993-1997 was hij lid van de Adviescommissie voor Beeldende Kunst Tiel.
Het werk van Kaayk is opgenomen in collecties van onder andere het Gemeentemuseum Arnhem, Centrum Kunstlicht in de Kunst in Eindhoven, AkzoNobel, DSM en de Peter Stuyvesant Collectie.
Kaayk werkte vaak samen met zijn partner Guusje Kaayk. Hun zoon Floris is animator en filmregisseur.
In het stadhuis van Tiel is een zaal naar Coen Kaayk vernoemd.

## Selectie van werken
- De Bouwplaats, cultuurcentrum Zinder in Tiel, 2014
- Baken van Nieuw Meerten, Lienden, 2014
- 14 meter hoge installatie in opdracht van SIDN, Arnhem, 2012
- De Ontmoeting, in samenwerking met Guusje Kaayk, gemeentehuis Anna Paulowna, 2010
- Mensbeeld, Hoge Hof, Kapel-Avezaath, 2006
- Vensters Heden en Verleden, in samenwerking met Guusje Kaayk, Prins Mauritsschool in Tiel, 2003
- Zuil Beweging, Waterwinningbedrijf Brabantse Biesbosch, Werkendam, 1993
- Zuil met printrasters, Océ Technologie France, Parijs, 1990
- Mobile (kinetisch object - transparante kunstharsen en aluminium), Ziekenhuis Rivierenland in Tiel, 1987
- Venster, in 1983 gemaakt en geplaatst voor de Academie voor Industriële Vormgeving Eindhoven, in 2020 herplaatst op het NRE-terrein, Eindhoven
- Spel en Ontmoeting, buitenobject bij sporthal Westroijen in Tiel, 1978

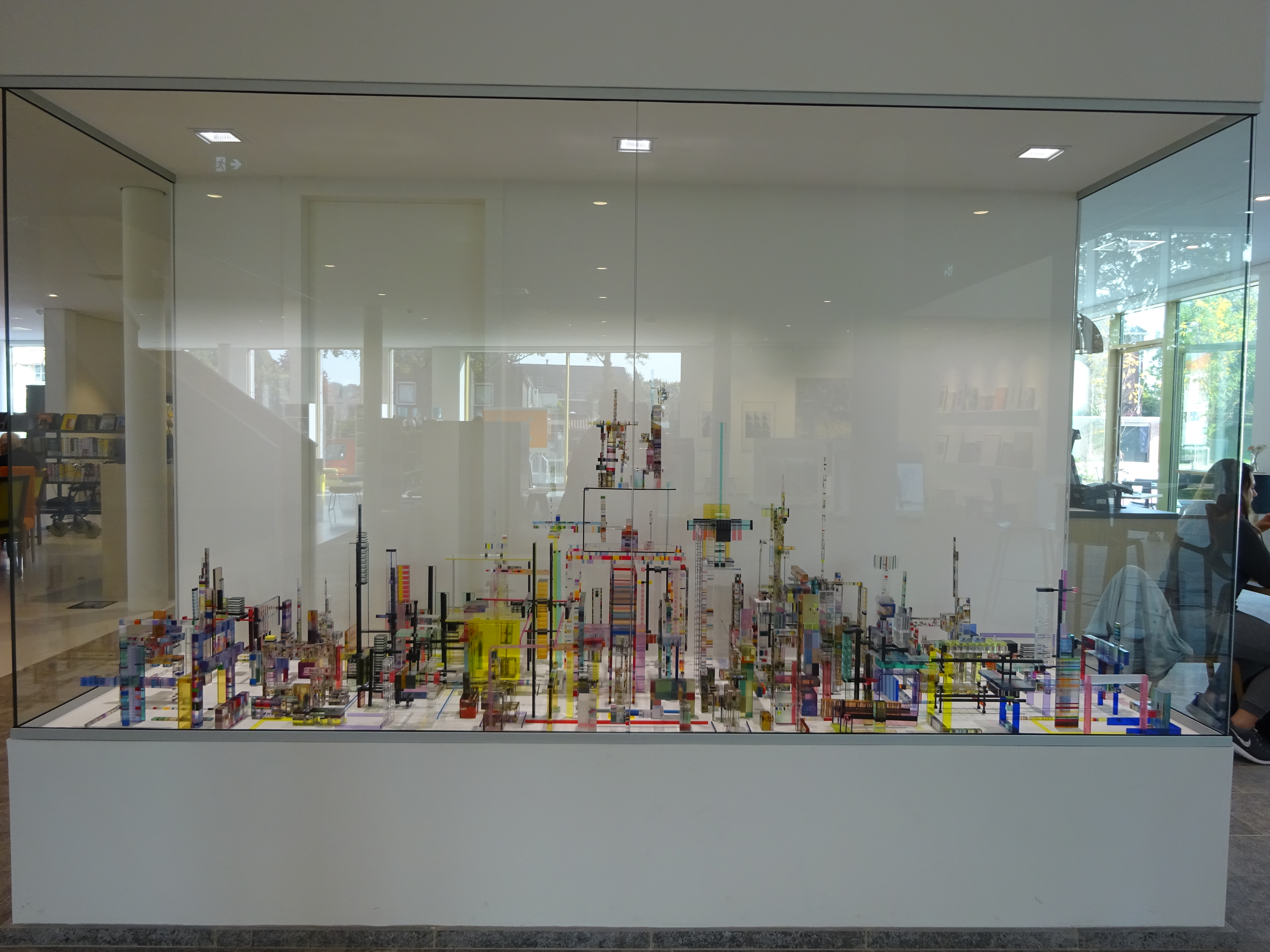
De Bouwplaats (2014), Tiel
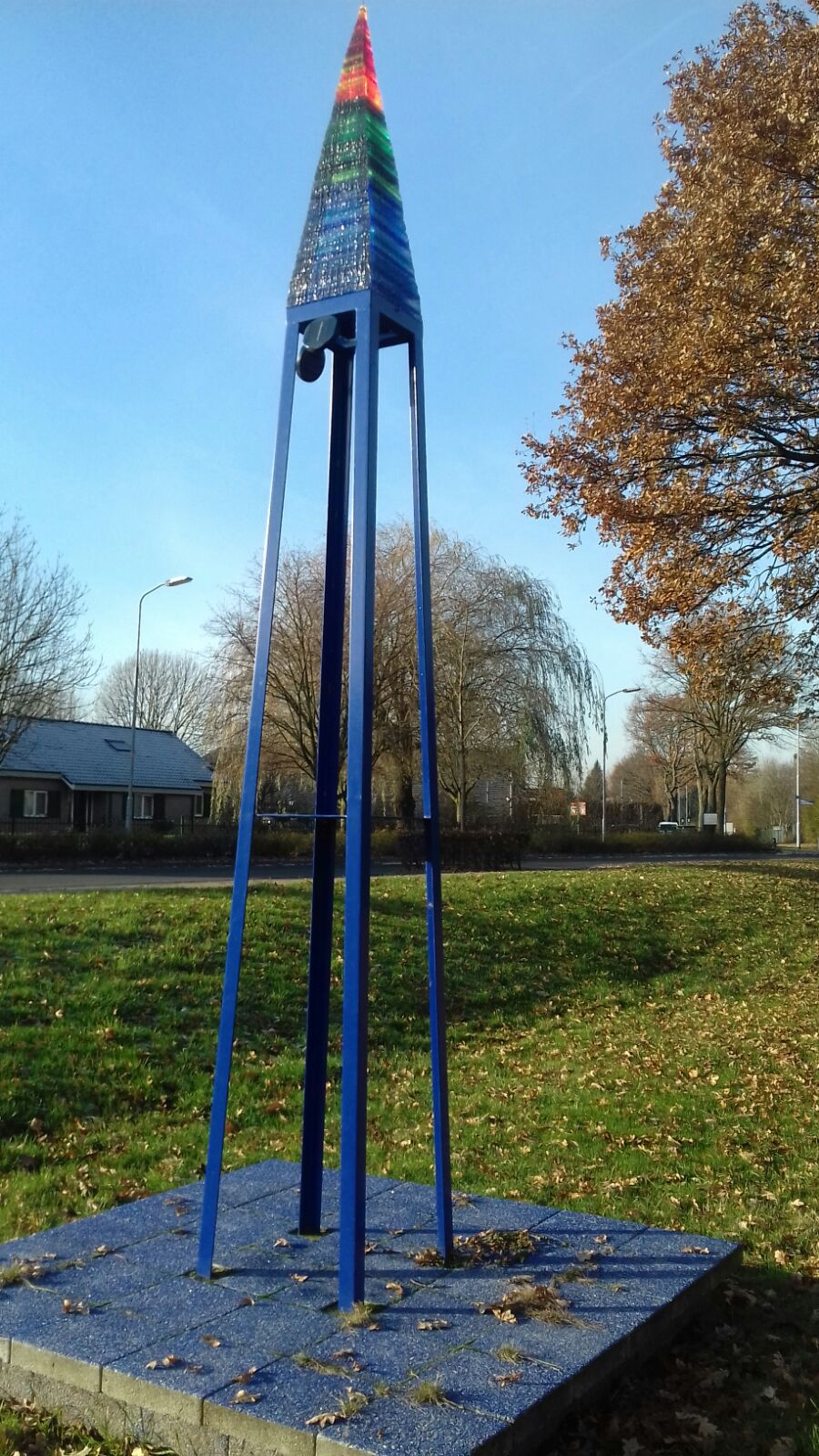
Baken van Nieuw Meerten (2014), Lienden
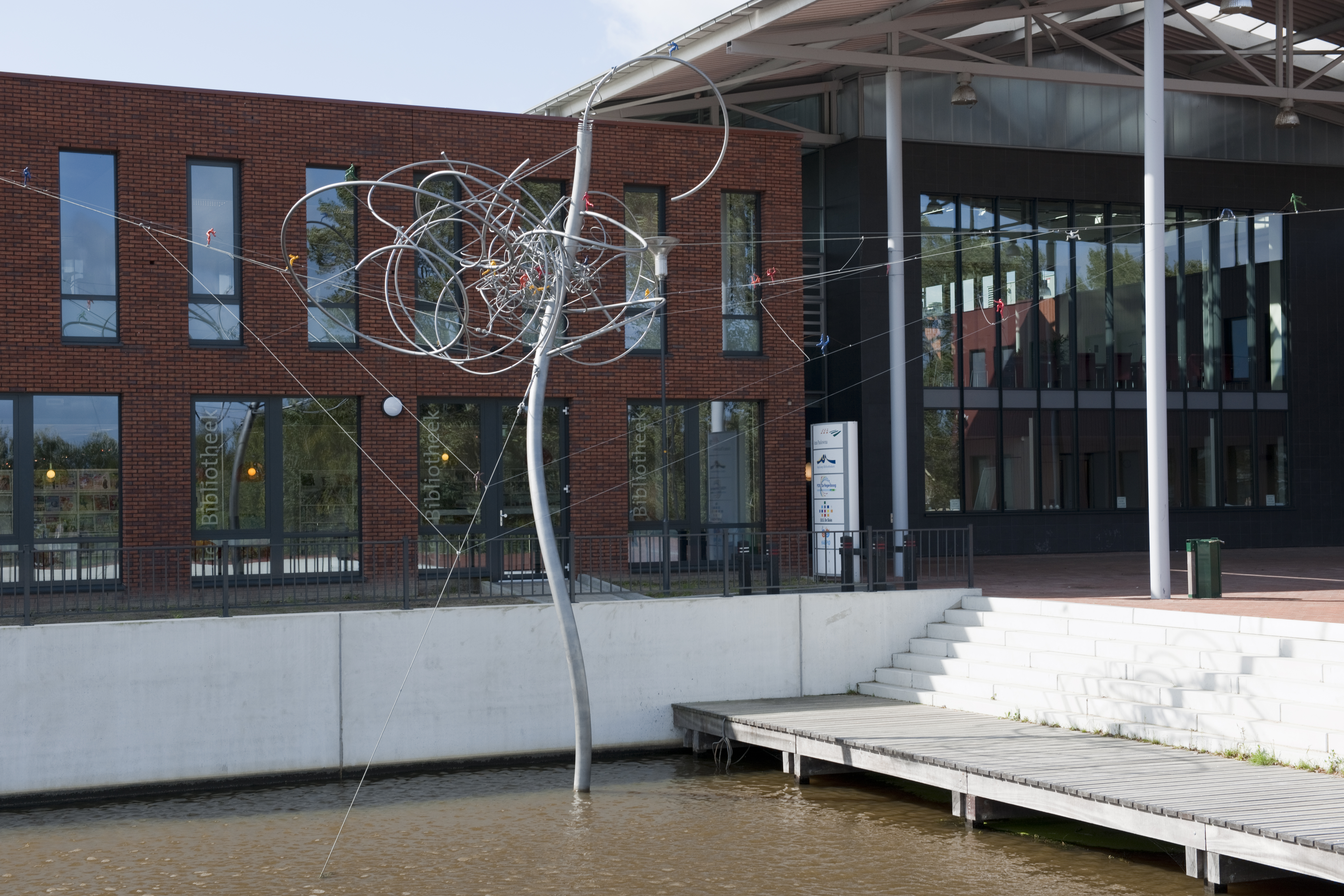
De ontmoeting (2010), Anna Paulowna
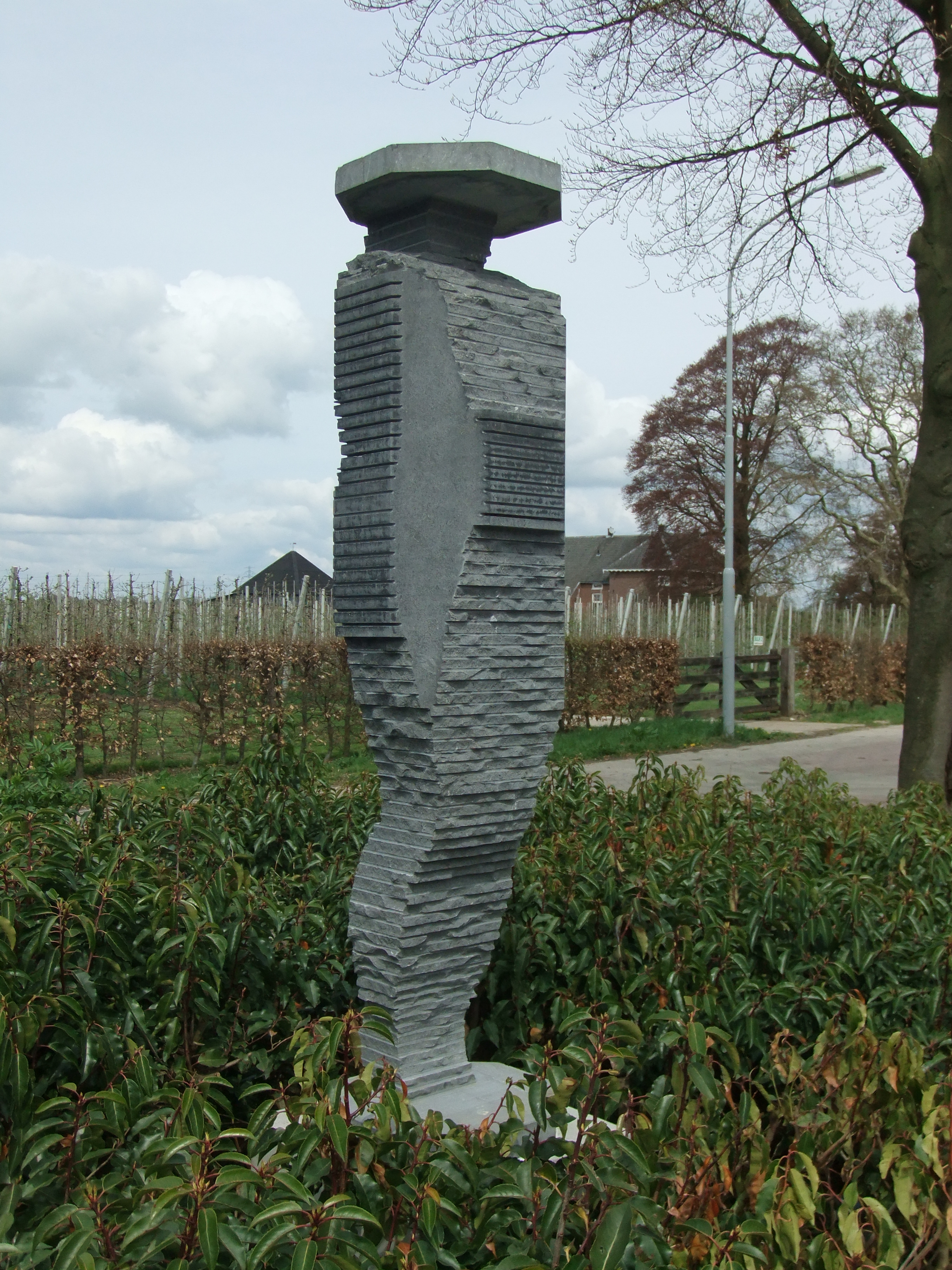
Mensbeeld (2006), Kapel-Avezaath (in 2016 vernield)
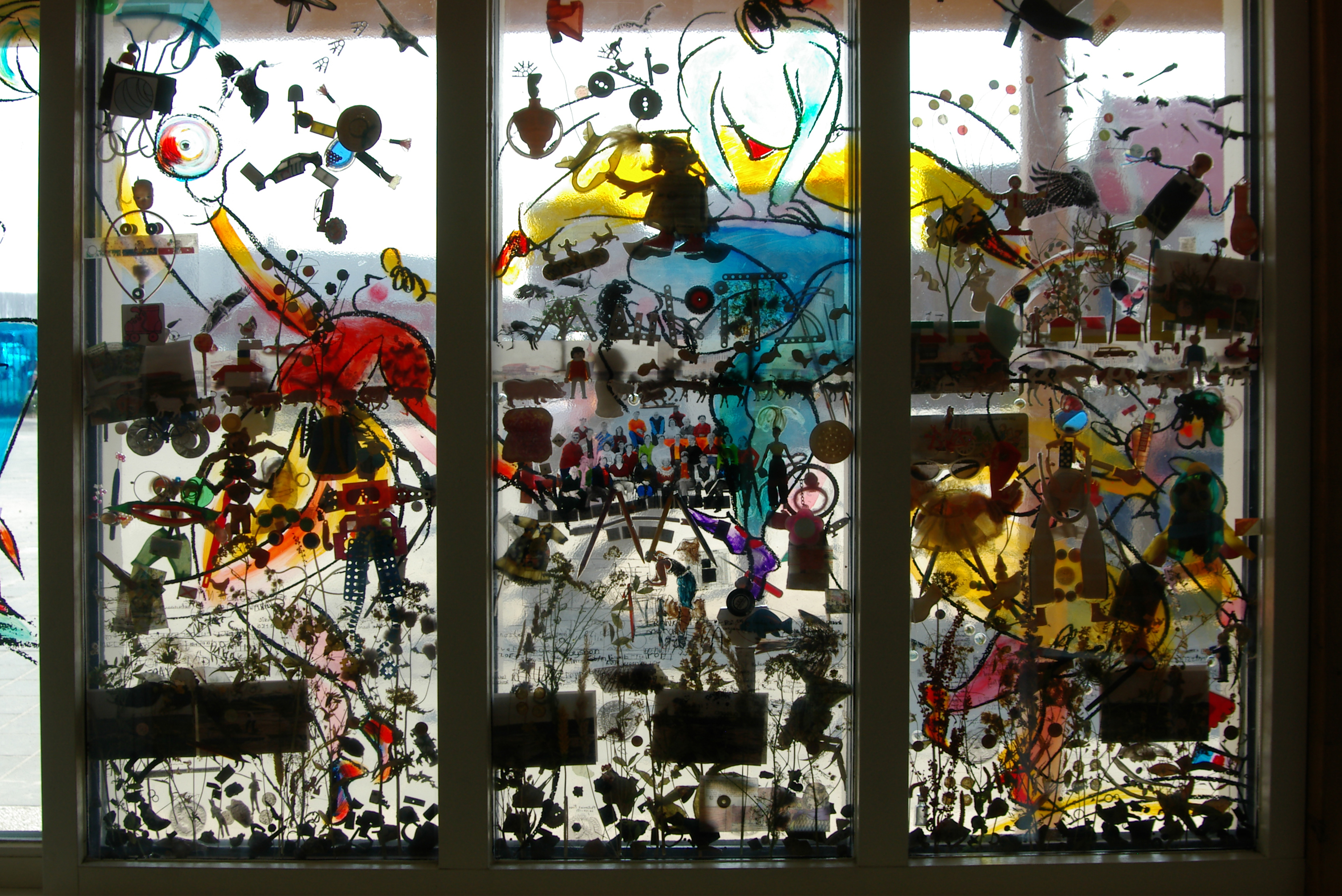
Heden en verleden (2003), Tiel, Coen en Guusje Kaayk
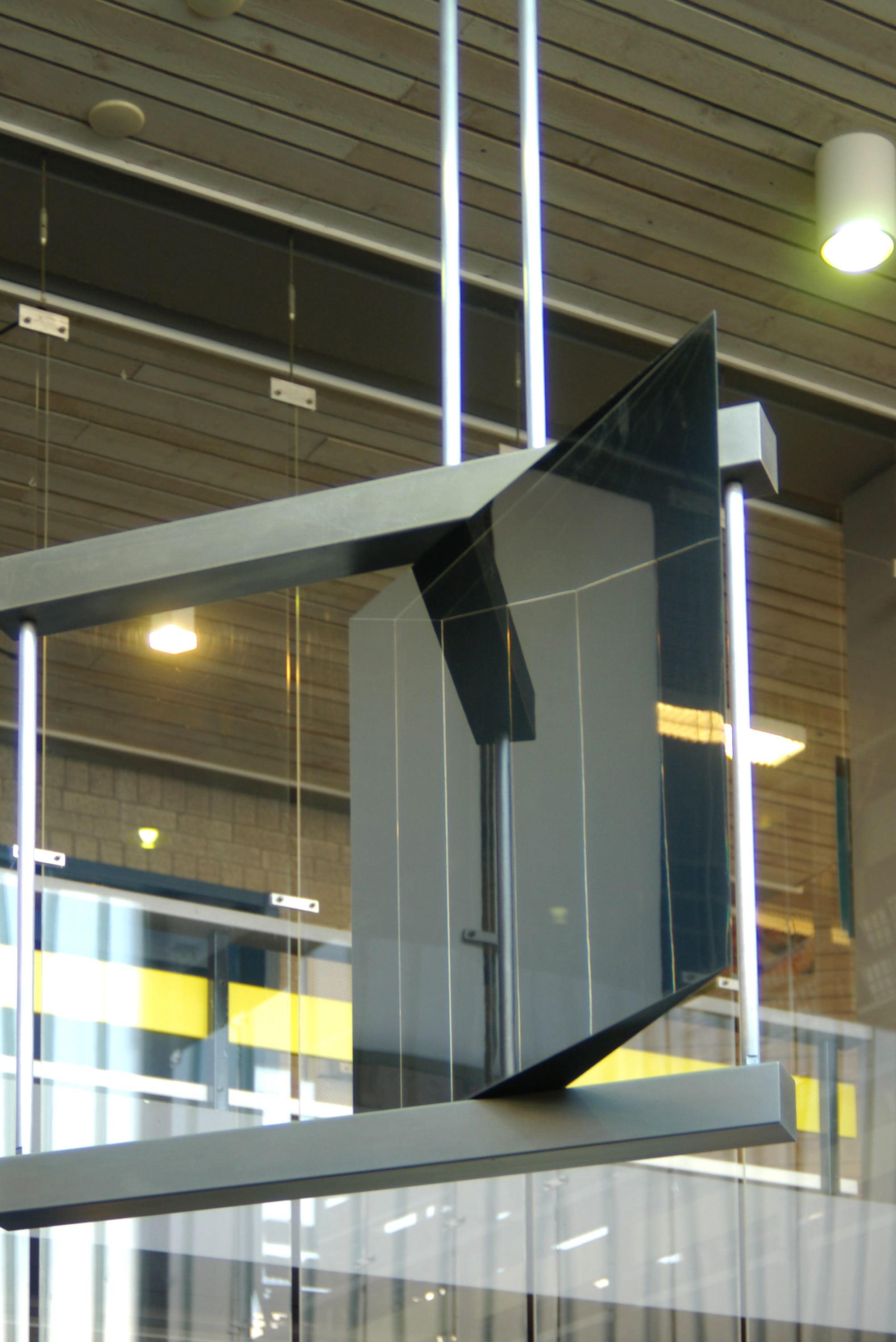
Mobile (1987), Tiel
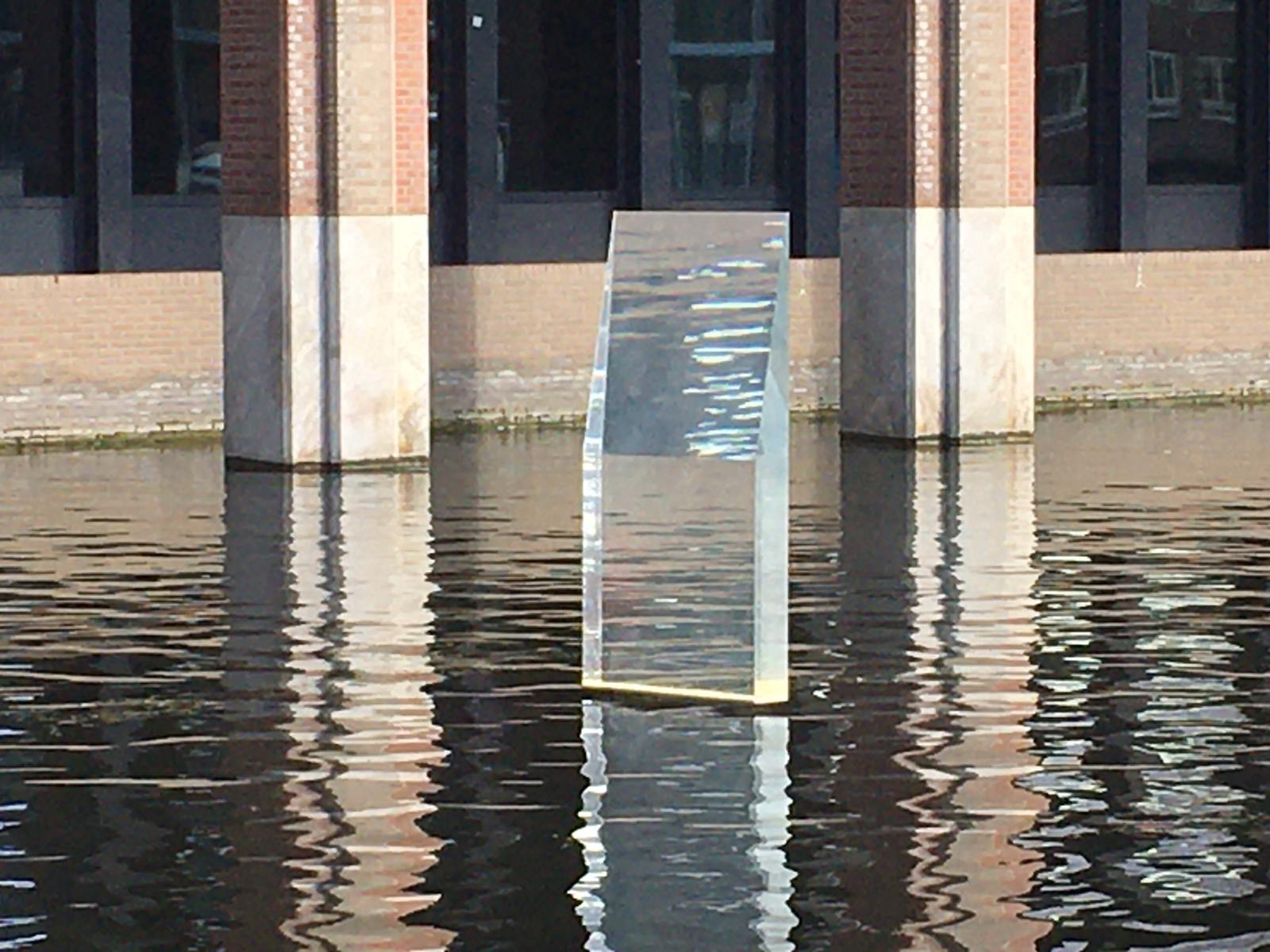
Venster (1983), Eindhoven
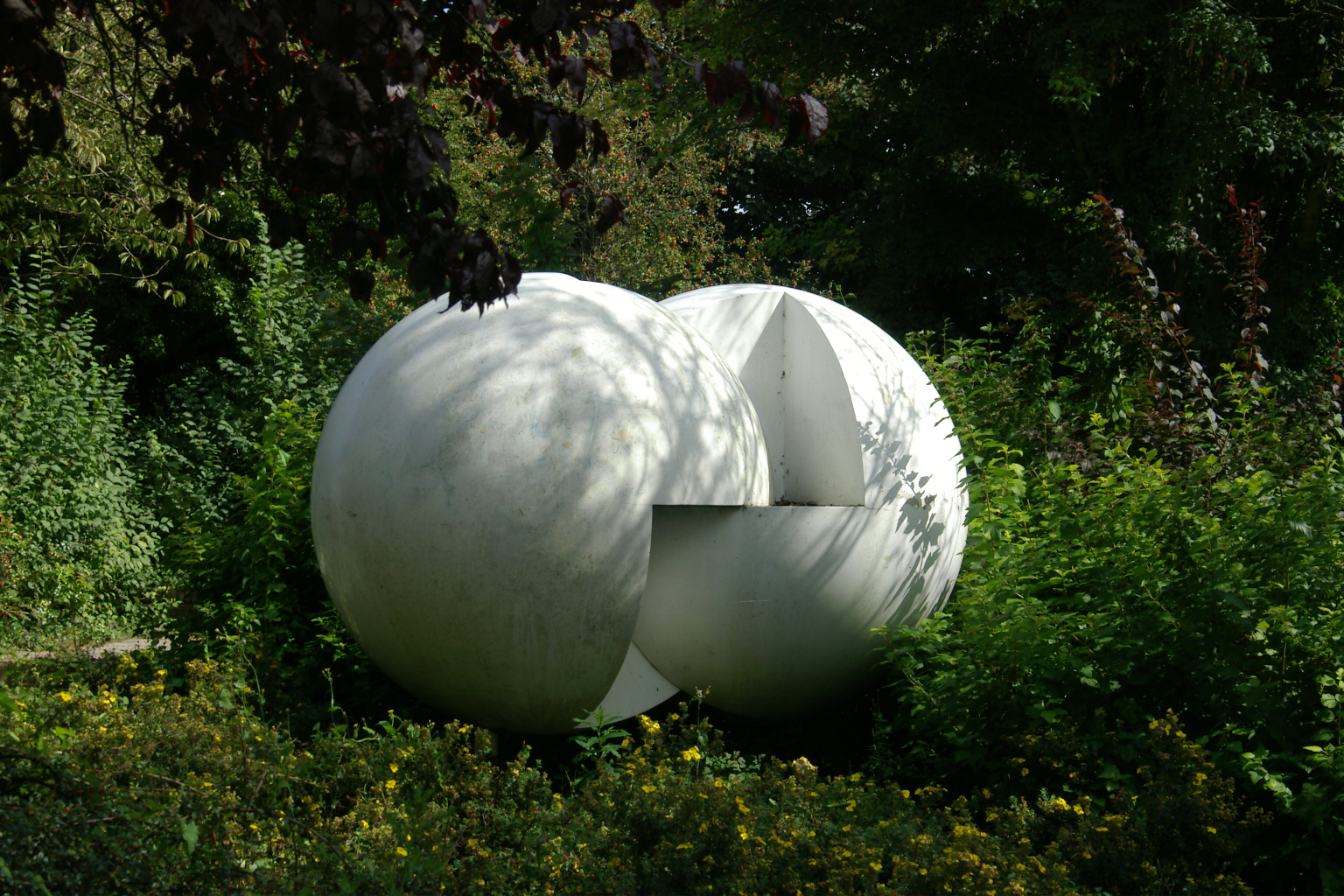
Spel en ontmoeting (1978), Tiel

## Filmografie
- De Bouwplaats, 2014 (coproductie met Floris Kaayk)
- Gamma experimenten, 2008
- Take Shape, 1972 – 2008
- Klaar om te smelten, 2007 (coproductie met Floris Kaayk)

## Stichting Vrienden Coen Kaayk
In 2018 is de Stichting Vrienden Coen Kaayk opgericht, die zich richt op het in stand houden, onder de aandacht brengen en behouden van het werk van Coen Kaayk. De stichting heeft de speurtocht naar beelden van Coen Kaayk die in de opslag lagen met succes opgepakt. Zo is het beeld Venster na intensief overleg met de gemeente Eindhoven en het zoeken naar een geschikte locatie in 2020 herplaatst aan de kopse kant van het Eindhovensch Kanaal.